# Federico Kirbus
Federico B. Kirbus (Piñeyro, 1931 – Buenos Aires, 12 de diciembre de 2015) fue un periodista, escritor e investigador argentino.
Publicó artículos en medios como: Velocidad, El Gráfico, Motor, A Todo Motor, Aire & Sol, La Prensa, La Nación, Clarín, Argentinisches Tageblatt, Autoclub, Automóvil Revue (Berna, Suiza), Road & Track, Car and Driver (Estados Unidos) entre otros. Ha cubierto como periodista muchas carreras del país y en el exterior, y viajado con Juan Manuel Fangio por Europa; formó parte del equipo de carreras Mercedes-Benz en 1955  Archivado el 24 de abril de 2011 en Wayback Machine..
Recorrió como escritor de turismo gran parte de la Argentina y ha "descubierto" periodísticamente sitios tales como Ischigualasto (Valle de la Luna), Talampaya y la Ruta 40.
Durante su larga actividad fue probador de automóviles, tarea que realizó durante más de medio siglo con su esposa Marlú Kirbus (1940–2013). 
En 1978 previno que el Tren a las Nubes, creado poco antes, fuese suprimido por falta de pasajeros al publicar en el órgano oficial del Automóvil Club Argentino una nota titulada "A las nubes en un tren", lo que hizo que este servicio turístico se conociera entre muchos amantes de los ferrocarriles (revista Autoclub).
En 1983 recorrió los Llanos de La Rioja y publicó en la revista "Autoclub" un artículo que perduraría para el dominio público y el turismo como "El Camino de los Caudillos".

## Reconocimientos
Algunos de sus premios a lo largo de su trayectoria son:
- 1980 obtuvo una Mención Premio Rolex por la Primera Fundación de Buenos Aires en Escobar.
- Lleva en su honor el nombre "Sargento Federico" un cerro de 6168 m s. n. m. situado entre las cumbres del Bonete y del Peñas Azules, en el gran círculo de volcanes de la provincia de La Rioja, en latitud 27° 57,6' S y longitud 68° 44,5' W.
- En 1987 recibió un Diploma al Mérito de los Premios Konex como uno de los 5 periodistas de divulgación científica más importantes de la Argentina hasta ese momento.

## Publicaciones
Entre sus publicaciones figuran:
- The Life Story of Juan Manuel Fangio (1956, inglés, francés, Lausana, Suiza, con R. Hansen)
- La primera de las tres Buenos Aires [la Buenos Aires de Mendoza se fundó en Escobar] (Ed. del autor, 1980)
- Preparación de motores de competición (con Francisco Lucius, Albino & Asociados, 1975)
- Guía de Aventuras y Turismo (1982 y 9 tiradas sucesivas, Editorial del autor); Argentina
- Historia de la arqueología argentina, 1987
- El fabuloso Tren a las Nubes y otros ferrocarriles de montaña (El Ateneo, Buenos Aires, 1993, 1996)
- Argentina, país de maravillas (Manrique Zago, Buenos Aires, 1993 y 5 ediciones sucesivas),
- Ruta Cuarenta y Mágica ruta 40 (CapuzVarela y Del Eclipse, Buenos Aires, 1994, 2004, 2006, 2007)
- Cordillera de los Andes y el fraude de las momias de los niños del Llullaillaco (Web):
- Autobiografía (Web):
- En su libro El Tesoro del Inca (1978, 1987) logró demostrar a través de ensayos llevados a cabo en los Laboratorios Físicos de Ford Motor Argentina que en América se conoció y usó la rueda empleando para el traslado de grandes bloques rodillos de madera dura de ciruelo, álamo y durazno .
- En su libro Enigmas, Misterios y Secretos de América (1977, 1978) dice que los europeos conocieron (Sud)América antes de Cristóbal Colón pues afirmaba que en el mapa de Piri Reis (1513) figuraba "un animal denominado "yami" [la llama], pasaje previamente no traducido del turco.
- En 2009 publicó en la revista estratégica Defensa y Seguridad "Bombas Atómicas sobre Buenos Aires", ensayo basado en testimonios donde señala que en 1962 la Ford Motor Argentina instaló en el suburbio Pacheco su complejo industrial con miras a armar allí no solo automotores sino además cohetes intercontinentales Atlas, y que por consiguiente la Unión Soviética haya incluido este establecimiento entre sus objetivos de ataque para el caso de una guerra nuclear generalizada .
- En 2010 publicó Florencia, Colón y el descubrimiento donde pretende explicar cómo y por qué el Gran Almirante se inspiró en los estudios de Paolo Toscanelli en la Perla del Arno para navegar hacia el poniente y hallar América  Archivado el 14 de septiembre de 2010 en Wayback Machine..
- En 2013 la librería editorial Distal publicó Los mejores destinos turísticos de la Argentina, con la autoría de Federico y Marlú Kirbus.